# Ipomoea arborescens
Ipomoea arborescens ist eine Pflanzenart aus der Gattung der Prunkwinden (Ipomoea) aus der Familie der Windengewächse (Convolvulaceae). Die Art ist in Mexiko verbreitet und wird dort Cazahuatl oder Cazahuate genannt.

## Beschreibung
Ipomoea arborescens ist ein 5 bis 15 m hoher Baum, dessen Stamm einen Durchmesser von bis zu 50 cm erreichen kann und einen weißen Milchsaft führt. Die Rinde ist hell gefärbt. Die Pflanzen sind in der Jugend feinfilzig behaart, die Trichome sind meist gedreht und 0,1 bis 0,25 mm lang. Spätestens im dritten Jahr sind die Pflanzen jedoch verkahlt. Die Blattspreiten sind ganzrandig, eiförmig bis lanzettlich, 9 bis 19 cm lang und 6 bis 9 cm breit. Auf jeder Seite der Mittelrippe gehen 12 bis 18 Nebenadern ab. Nach vorn sind die Blätter spitz zulaufend, an der Basis sind sie herzförmig. Die Blattflächen sind vor allem auf der Unterseite und dort an den Blattadern feinfilzig behaart. Die Blattstiele sind 1 bis 9 cm lang und meist auch feinfilzig behaart.
Die Blütenstände sind ein- oder zweiblütige Zymen und stehen end- oder achselständig. Sie stehen meist an verkürzten, feinfilzig behaarten, gezackten Seitentrieben mit einer Länge von 1 bis 14 cm. Die Blütenstandsstiele sind 0,3 bis 1,0 cm lang und feinfilzig behaart, sind Blütenstandsstiele zweiter Ordnung vorhanden, werden sie 2 bis 4 mm lang. Die nicht beständigen Tragblätter erreichen eine Länge von 4 bis 6 mm, eine Breite von 2 bis 3 mm und sind eiförmig-lanzettlich bis halbkreisförmig, die Unterseite ist feinfilzig behaart, die Oberseite feinfilzig oder unbehaart. Die Blütenstiele sind 1,5 bis 4,5 cm lang, verdicken sich zur Spitze hin und werden an der Frucht nochmals dicker. Die Kelchblätter sind eiförmig oder gelegentlich halbkreisförmig, 6 bis 14 mm lang, 6 bis 8 mm breit. Die äußeren Kelchblätter sind dabei gleich groß oder etwas größer als die inneren. Die Spitze ist stumpf oder stumpf-stachelspitzig. Die Krone ist weiß mit einer grünlichen Kronröhre, 4 bis 6 cm lang und misst 4 bis 6 cm im Durchmesser und ist in der Knospe leicht gedreht. Sie ist trichterförmig, auf der Außenseite an den Spitzen der Verwachsungsfalten der Kronblätter (Interplicae) feinfilzig behaart und am Rand feinfilzig oder seidig behaart. Die Staubblätter haben eine Länge von 25 bis 40 mm, die Staubbeutel sind 5 bis 8 mm lang, an ihrer Basis stehen bis zu 5 mm lange, drüsenspitzige Trichome. Der Griffel hat eine Länge von 20 bis 30 mm, die unteren 1 bis 2 mm sind verdickt und an der Frucht beständig. Die zwei Narben sind kugelförmig und 2 bis 2,5 mm lang.
Die Früchte sind zweikammerige, vierklappige Kapseln, die Klappen haben eine Länge von 17 bis 25 mm. Die Samen sind an den oberen Rändern filzig mit 10 bis 15 mm langen Trichomen behaart.
Die Chromosomenzahl beträgt 2n = 30.

## Verbreitung
Die Art ist in der westlichen Hälfte Mexiko verbreitet. Sie wächst in offenen Dornstrauchwäldern, Eichensavannen und trockenen, laubabwerfenden Wäldern in Höhenlagen zwischen 50 und 1800 m.